# موزه ماهیچه
«موزه ماهیچه» (به انگلیسی: Muscle Museum) تک‌آهنگی از میوز است. این تک‌آهنگ در آلبوم شوبیز (آلبوم) قرار داشت.